# 十死街
『十死街』（サッセイガイ）は、小説家の朝松健による日本の短編ホラー小説。クトゥルフ神話の1つ。
1995年に、アニメ雑誌『月刊ニュータイプ』の10周年記念として作家11人による作品が掲載された。本作はその1つであり、1995年12月号・1996年1月号に掲載された後、単行本『十の恐怖』に収録された。
逆宇宙シリーズの番外編にあたり、白鳳坊が登場する。執筆時点での未来にあたる、香港の大陸返還を題材としている。
東雅夫は「チャイニーズ・クトゥルー短編の珍品」と評する。
連載時のイラストは伊藤郁子。

## あらすじ
香港の返還を半年後に控えた1996年の暮れ。旅行者の林康明は、父の言いつけで漢方薬の購入に赴くが、ドロボウ市と噂される摩羅上街に迷い込み、とある店の前で老店主の鄧から日本語で話しかけられる。康明が泉明の息子であると知った鄧は、お礼に魔除けの腕輪をやるから、指定の店にいる男に匣を届けてくれと使いを頼む。目的の人物については鄧も名前は知らず、「白スーツの男」「昨日ぶらりとやって来て代金を支払い、林という少年が来るからそいつに持って来させろと言い残して消えた」という。康明は断ろうとするも、ふと見た店は閉ざされており、鄧の姿はない。幽霊に化かされたかと疑う康明の手元には、腕環と寄せ木細工の木匣が確かに残っていた。
いつの間にか周囲は真っ暗になっており、康明は再び道に迷う。人気はないが憎悪の視線を感じ、多数の人間が「ふんぐるい・むるるわなー・くとぅーるー・る＝らぃえー・うがーなぐる・たいん」という奇妙な言語で祈る声が聞こえてくる。康明は恐怖に駆られて走り出し、曲がり角で日本人らしい若い女性にぶつかる。彼女はヒステリックに、もう3日も迷っているのに出られず、「あの男」はここは十死街と呼んでいたと叫び、康明を突き飛ばして走り去るが、絶叫を残して怪死する。街路の向こうから歩いてきた黒服の男性は匣を渡すよう要求し、口笛で炎を発生させる。危険を悟って逃げ出した康明は波止場の釣り人に助けを求めるが、ふり返った彼の姿はまるで魚と人間の混合物であり、「『崑央の匣』を寄越せ」と迫り、海から仲間を呼ぶ。そのとき、どこからか小鳥が現れ、囀りが半魚人たちの聴覚を歪ませる。小鳥の朱鳥の翠に促され、康明は暗い小路へ駆けていく。朱鳥の翠はテレパシーで康明に話しかけ、仲間の「白スーツの男」について説明しかけるが、妖怪に追いつかれる。
一瞬のうちに地下室のような場所に連れてこられた康明を、先ほどの男性の黒元龍と妖怪たちが取り囲む。康明は敵をギャングと悟り、しかも理解不能の妖術使いと知る。匣を渡すよう言われた康明がこの匣は何かと問い返すと、元龍は超古代に地球を支配していた連中の出入口で、連中を召喚して「こっちと、あっちの」世界を支配することであることが目的だと明かす。康明はすべてを理解はできなかったが、元龍が匣で悪事を目論んでいることはわかった。そこに白服の男性の白鳳坊が現れて黒元龍と対峙し、元龍の火神術を白鳳坊は水妖術で打ち消す。元龍は妖怪の群れをけしかけるも白鳳坊の剣技には敵わず、白鳳坊は康明を連れて地下室から脱出する。
白鳳坊と翠は康明に状況を説明する。ここは1年後、1997年暮れの<世界B>である。白鳳坊と翠は、元龍を追って元の世界から世界Bにやって来た。世界Bとは、さっきまで康明がいた世界（あっち）の裏面である。1997年の春、香港返還時の混乱に乗じた元龍の悪企みにより、香港は十死街なる異界に呑み込まれた。住人は大半が避難したが、死者や化物に変貌してしまった者も多い。中華人民共和国当局は戦艦十数隻を派遣して港を見張り、香港から出ようとする者については誰であろうと砲撃する。
遠くから口笛が響いてくると、匣が自動で解体され、10メートル×20メートルものいびつな矩形の「扉」に変形した。元龍が姿を現し、口笛をかなでつつ、白鳳坊と戦いを始める。白鳳坊の刀は元龍の胸を貫くが、元龍は右心臓だったため、致命傷には至らない。扉が半開きとなり、火炎地獄からクトゥグアが姿を現しかける。元龍は「ふんぐるい、むぐるわなー・くとぅぐあ・ふぉまるはうと……」と長嘯を続けるが、白鳳坊は「苦止縷得宗妖術」で白熱の劫火を召喚し、扉を焼き飛ばす。光は元龍とクトゥグアを呑み込み、無人の香港と闇を照らし、康明は意識を失う。
康明が目覚めると、そこは1996年12月の摩羅上街だった。先ほどまでの出来事は夢か幻覚だったのかと疑うも、右手には確かにブレスレットが巻かれている。不意に小鳥のさえずりが聞こえ、飛んでいく朱鳥を見つけた康明がその後を追うと、人込みの中で肩に小鳥を止まらせた白スーツ姿の男性が消えていく。大陸返還を1年後に控えた香港の、ただの日常である。康明は、自分は元の世界へ戻れたのではなく、まだ世界Bにいるのではないかと自問するのだった。

## 主な登場人物
林康明（リン コウメイ / やすあき）
語り手。漢方鍼灸医として名高い林泉明（リン センメイ）の四男。十代後半。父が香港系の中国人、母が日本人で、横浜生まれ。英語も広東語も不得手。パラレルワールドの香港に迷い込む。
鄧（ダン）爺さん
摩羅上街に店を構える老人。8年前に黒社会の抗争に巻き込まれて死んだ。だが、死後も時たま店を開き、これぞと目を付けた客に冥界の物品を売りつけるという。
神野十三郎（しんの じゅうさぶろう）
異称は白鳳坊（はくおうぼう、バイホアファン）。褐色肌、長髪、白スーツの30歳前後の男。武器は白鞘の小刀で、刀身には龍が彫られている。水<すい>の妖術を用いる。翠とともに元龍を追跡し、パラレルワールドに移動する。
朱鳥の翠（しゅちょうのみどり）
長い嘴、表裏が緑とオレンジの羽根をした小鳥。もとは蔡翠翎（ツァイツォイリン）という人間であった。魂を体外に出して小鳥に移すことができたが、体がなくなったために小鳥の姿でいる。
黒元龍（ハク ユンロン）
縁なし眼鏡、黒タキシード、オールバックの30歳前後の男。黒社会二大組織の1つ「黒9（ハク・ナイン）」のボス。火<フォ>の神術を用いる。口笛は長嘯という巫術。実は白鳳坊の宿敵で、香港を十死街に変えた犯人。旧支配者と邪神を召喚し、世界を支配しようと目論む。

### 怪物と邪神
- 鰓人（ギルマン） - 深きものども。
- 陸吾 - 黒9のギャング。虎の胴体に、9つの人間の頭を持つ、『山海経』に記される妖怪。
- 燭陰 - 黒9のギャング。人頭蛇身の妖怪。
- 彊張 - 黒9のギャング。虎頭人身の妖怪。動物の頭にギャングの黒スーツという異形。
- 旧支配者[注 1] - 人類以前の知的生命体。邪神を崇めていた。
- 屍食鬼 - 身長80センチメートルほどの、不健康に青白い裸の生き物。人間を食べる。妖気にあてられた人間が変質した存在である。
- クトゥグア - 炎魔の神。元龍が契約する邪神。容姿の描写を引用すると、「強いて表現するならば、生きている溶岩……光球の群れで作られた人間のようなもの……炎の触手をのたくらせている蛸……」[2]という混沌としたものである。
- ヨス＝トラゴン - 九大地獄の王子。元龍が契約する邪神。一言言及があるのみ。

### 用語
- 十死街（サッセイガイ） - 一度入ったら十回死ぬほどの恐怖を味わう街という意味の名称。光の屈折率が滅茶苦茶で、地理も秒刻みで場所が変わってしまう。
- 魔除けの腕環 - 五本指の飛龍の魔除け。プラチナ製のブレスレット。
- 「崑央の匣」（クン＝ヤンのはこ） - 寄せ木細工の木匣。空間を超える装置で、巨大な扉に変形する。このことはネクロノミコンに記されている。

## 収録
- 角川書店『十の恐怖』（1999）
- 角川ホラー文庫『十の恐怖』（2002）
- 書苑新社『アシッド・ヴォイド』（2017）